# Орден «Честь»
Орден «Честь» (орден «Шараф») (азерб. "Şərəf" ordeni) — орден Азербайджанской республики. Награда утверждена президентом Азербайджана Ильхамом Алиевым 16 февраля 2007 года законом № 248-IIIГ.

## Закон
Закон Азербайджанской Республики 
16 февраля 2007 года. № 248-IIIГ
«Об учреждении орденов „Честь“ и „Дружба“ Азербайджанской Республики»
Национальное собрание Азербайджанской Республики постановляет: 
* I. Учредить ордена «Шараф» («Честь») и «Достлуг» («Дружба») Азербайджанской Республики.
* II. Шестой и седьмой абзацы статьи 1 Закона Азербайджанской Республики «Об учреждении орденов и медалей Азербайджанской Республики» (Ведомости Верховного Совета Азербайджанской Республики, 1992 год, № 23, статья 996; 1993 год, № 23, статья 676; 
Собрание законодательства Азербайджанской Республики, 2002 год, № 5, статья 251; 2003 год, № 12, книга I, статья 677; 2005 год, № 4, статья 291; 2006 год, № 10, статья 846) считать соответственно седьмым и девятым абзацем, а статью дополнить шестым и восьмым абзацами следующего содержания: 
«орден „Шараф“;
 орден „Достлуг“;».
* III. Утвердить статут ордена «Шараф» Азербайджанской Республики (прилагается).
* IV. Утвердить описание ордена «Шараф» Азербайджанской Республики (прилагается).
* V. Утвердить статут ордена «Достлуг» Азербайджанской Республики (прилагается).
* VI. Утвердить описание ордена «Достлуг» Азербайджанской Республики (прилагается).
* VII. Настоящий Закон вступает в силу со дня его опубликования.
Президент Азербайджанской Республики Ильхам Алиев

## Награждение орденом
Орденом Азербайджанской Республики «Честь» награждаются граждане Азербайджанской Республики, иностранные граждане и лица без гражданства:
- за особые заслуги перед Азербайджанской республикой и нацией
- за особый вклад в построении Азербайджанской государственности
- за заслуги в развитии экономического, научно-технического, общественно-культурного прогресса
- за большие заслуги в науке, культуре, литературе, искусстве, просвещении и здравоохранении

## Ношение ордена
Орден «Чести» носится на левой стороне груди и при наличии других орденов и медалей Азербайджанской Республики располагается перед ними, после ордена «Гейдара Алиева», ордена «Независимость», ордена «Шах Исмаил», ордена «Азербайджанское знамя», ордена «Слава», до ордена «Дружба» и ордена «За службу Отечеству».

## Составляющие
Орден состоит из восьмиугольной звезды, изготовленной из золота и платины, прикреплённой к круглой пластине. Внутрь пластины встроены две окружности, внешняя из платины, внутренняя из золота. По всей внешней платиновой окружности выгравирована надпись «Şərəf» («Честь»). По центру круглой пластины прикреплён искусственный рубин. Декоративная оправа и концы петель для подвязки прикреплены лентой тёмно-красного цвета с параллельными жёлтыми линиями. Аверс ордена гладкий с выгравированным номером ордена в центре.
В комплект ордена входят:
- для подвески на шее: лента тёмно-красного цвета с параллельными жёлтыми линиями (ширина 27 мм) и орден (50 мм х 50 мм).
- для ношения на груди: лента тёмно-красного цвета с параллельными жёлтыми линиями (25 мм x 50 мм) и орден (35 мм х 35 мм).
- элемент для ношения на груди: пластина, покрытая тёмно-красного цвета с параллельными жёлтыми линиями (1 мм x 15 мм).

## Награждённые по годам

### 2009 год (10 человек)
1. Ариф Мир-Джалал оглы Пашаев — ректор Национальной академии авиации Азербайджана (12 февраля 2009 года)[1]
2. Ягуб Микаил оглы Махмудов — историк (14 февраля 2009 года)[2]
3. Акиф Агамехти оглы Ализаде — геолог (20 февраля 2009 года)[3]
4. Асаф Аббас-Кули оглы Надиров — экономист (13 марта 2009 года)[4]
5. Вагиф Самедоглу Векилов (Вагиф Самедоглу) — поэт (4 июня 2009 года)[5]
6. Иса Акбар оглы Габиббейли — учёный-литературовед (3 августа 2009 года)[6]
7. Шейх-уль ислам Аллахшукюр Гуммет оглы Пашазаде (26 августа 2009 года)[7]
8. Расим Гасан оглы Алиев — архитектор (23 сентября 2009 года)[8]
9. Васим Мамедали оглы Мамедалиев — учёный-востоковед (30 октября 2009 года)[9]
10. Хошбахт Баги оглы Юсуф-заде — первый вице-президент Азербайджанской госнефтекомпании SOCAR (11 декабря 2009 года)[10]

### 2010 год (10 человек)
1. Абид Годжа оглы Шарифов — заместитель Премьер-министра Азербайджана (5 января 2010 года)[11]
2. Зелимхан Юсуф оглы Ягубов (Зелимхан Ягуб) — поэт, ашуг (21 января 2010 года)[12]
3. Артур Таир оглы Расизаде — Премьер-министр Азербайджана (25 февраля 2010 года)[13]
4. Фидан Касимова — оперная певица (1 марта 2010 года)[14]
5. Джанали Ханали оглы Акперов — ханенде (4 марта 2010 года)[15]
6. Сиддига Рза кызы Мамедова — учёный-энтомолог (12 марта 2010 года)[16]
7. Патриарх Московский и всея Руси Кирилл, Российская Федерация (24 апреля 2010 года)[17]
8. Тогрул Фарман оглы Нариманбеков — художник (9 августа 2010 года)[18]
9. Вагит Юсуфович Алекперов — президент нефтяной компании «ЛУКОЙЛ», Российская Федерация (30 августа 2010 года)[19]
10. Хайям Хады оглы Мирзазаде — композитор (7 октября 2010 года)[20]

### 2011 год (5 человек)
1. Эльдар Тофик оглы Кулиев — кинорежиссёр (14 января 2011 года)[21]
2. Октай Сеид-Гусейн оглы Садыхзаде — художник (24 февраля 2011 года)[22]
3. Нариман Алимамед оглы Газанзаде — поэт (19 апреля 2011 года)[23]
4. Хураман Экрем кызы Касимова — оперная певица (27 мая 2011 года)[24]
5. Адиля Аваз кызы Намазова — педиатр (6 сентября 2011 года)[25]

### 2012 год (5 человек)
1. Вагиф Джамшуд оглы Ахундов[азерб.] — государственный советник по вопросам экономической политики Азербайджанской Республики (9 февраля 2012 года)[26]
2. Акшин Аликули оглы Ализаде — композитор (21 мая 2012 года)[27]
3. Токай Габиб оглы Мамедов — скульптор (17 июля 2012 года)[28]
4. Рауф Джанбахиш оглы Абдуллаев — дирижёр (22 октября 2012 года)[29]
5. Омар Гасан оглы Эльдаров — скульптор, ректор Азербайджанской государственной академии художеств (17 декабря 2012 года)[30]

### 2013 год (11 человек)
1. Муса Абдулла оглы Мирзоев — композитор (31 января 2013 года)[31]
2. Фаттах Самед оглы Гейдаров — депутат Милли Меджлиса Азербайджанской Республики (22 февраля 2013 года)[32]
3. Анар Расул оглы Рзаев — писатель, председатель Союза писателей Азербайджана (14 марта 2013 года)[33]
4. Рамиз Энвер оглы Мехтиев — Глава Администрации Президента Азербайджанской Республики (17 апреля 2013 года)[34]
5. Эльчин Ильяс оглы Эфендиев — драматург (11 мая 2013 года)[35]
6. Джалал Алирза оглы Алиев — учёный-селекционер (3 июня 2013 года)[36]
7. Сиявуш Мамедага оглы Асланов — актёр театра и кино (25 июня 2013 года)[37]
8. Шафига Гашим кызы Мамедова — актриса театра и кино (25 июня 2013 года)[37]
9. Амалия Алиш кызы Панахова — актриса театра и кино (25 июня 2013 года)[37]
10. Ильхама Мазахир кызы Гулиева — певица (15 августа 2013 года)[38]
11. Сулейман Демирель — 9-й Президент Турецкой Республики (1 ноября 2013 года)[39]

### 2014 год (8 человек)
1. Шамсаддин Гусейнгулу оглы Ханбабаев[азерб.] — Глава Исполнительной власти Хачмазского района (4 апреля 2014 года)[40]
2. Рамиз Агиль оглы Миришли — композитор (14 апреля 2014 года)[41]
3. Гаджибала Ибрагим оглы Абуталыбов — Глава Исполнительной Власти города Баку (13 мая 2014 года)[42]
4. Захид Ибрагим оглу Гаралов — общественный деятель (9 июля 2014 года)[43]
5. Магеррам Али оглы Мамедъяров — учёный-химик (13 октября 2014 года)[44]
6. Ширмамед Агаммед оглы Гусейнов[азерб.] — учёный,  профессор кафедры истории прессы Бакинского государственного университета (16 декабря 2014 года)[45]
7. Ариф Шафаят оглы Мехтиев — председатель Высшей аттестационной комиссии при Президенте Азербайджанской Республики (18 декабря 2014 года)[46]
8. Октай Сабир оглы Асадов — Председатель Милли Меджлиса Азербайджана (29 декабря 2014 года)[47]

### 2015 год (8 человек)
1. Полад Бюльбюль-оглы — певец; Чрезвычайный и Полномочный посол Азербайджанской Республики в Российской Федерации (3 февраля 2015 года)[48]
2. Эльдар Рза оглы Ибрагимов — депутат Милли Меджлиса Азербайджана (11 марта 2015 года)[49]
3. Максуд Мамед Ибрагим оглы Ибрагимбеков — писатель (7 мая 2015 года)[50]
4. Патрик Хикки[англ.] — Президент Европейских олимпийских комитетов, Ирландия (17 июня 2015 года)[51]
5. Зияд Алиаббас оглы Самедзаде — учёный, председатель Комитета по экономической политике, промышленности и предпринимательства Милли Меджлиса Азербайджана (24 июня 2015 года)[52]
6. Фикрет Гёйюш оглы Годжаев (Фикрет Годжа) — поэт, первый секретарь Союза писателей Азербайджана (1 сентября 2015 года)[53]
7. Ягуб Абдулла оглы Эюбов — Первый заместитель Премьер-министра Азербайджана (23 октября 2015 года)[54]
8. Исмаил Али оглы Ибрагимов — учёный (3 ноября 2015 года)[55]

### 2016 год (3 человека)
1. Джамиль Азиз оглы Алиев — учёный (28 марта 2016 года)[56]
2. Хафиз Мирджалал оглы Пашаев — заместитель министра иностранных дел Азербайджанской Республики (2 мая 2016 года)[57]
3. Фархад Курбан оглы Халилов — художник; Председатель Союза художников Азербайджана (25 октября 2016 года)[58]

### 2017 год (10 человек)
1. Новруз Исмаил оглы Мамедов — член Национальной комиссии Азербайджана по ЮНЕСКО (13 марта 2017 года)[59]
2. Рамиз Эйюб оглы Кулиев — тарзен (1 мая 2017 года)[60]
3. Афаг Сулейман кызы Меликова — танцовщица (16 мая 2017 года)[61]
4. Франгиз Алиага кызы Ализаде — композитор (22 мая 2017 года)[62]
5. Эльмира Теймур кызы Сулейманова — уполномоченный по правам человека Азербайджанской Республики (14 июля 2017 года)[63]
6. Алим Хамза оглы Гасымов — певец, ханенде (12 августа 2017 года)[64]
7. Ахлиман Тапдыг оглы Амирасланов — учёный (16 ноября 2017 года)[65]
8. Агаджан Кулам оглы Абиев — депутат Милли Меджлиса Азербайджана (23 ноября 2017 года)[66]
9. Мадер Алиаскер оглы Мусаев — депутат Милли Меджлиса Азербайджана (24 ноября 2017 года)[67]
10. Салхаб Иса оглы Мамедов — скульптор (28 декабря 2017 года)[68]

### 2018 год (11 человек)
1. Теймур Амираслан оглы Буниятов[азерб.] — учёный, доктор исторических наук (18 января 2018 года)[69]
2. Кямиль Джалил оглы Джалилов — гобоист (2 февраля 2018 года)[70]
3. Александр Яковлевич Шаровский — главный режиссёр Азербайджанского государственного русского драматического театра им. Самеда Вургуна (9 февраля 2018 года)[71]
4. Ариф Имран оглы Бабаев — ханенде (19 февраля 2018 года)[72]
5. Огтай Мирасадулла оглы Миргасымов — кинорежиссёр (7 июня 2018 года)[73]
6. Тамара Ильинична Синявская — оперная певица, Российская Федерация (5 июля 2018 года)[74]
7. Судейф Башир оглы Имамвердиев[азерб.] — уролог, доктор медицинских наук (13 июля 2018 года)[75]
8. Расим Ахмед оглы Балаев — актёр кино (1 августа 2018 года)[76]
9. Вагиф Бехбуд оглы Мустафаев — кинорежиссёр (1 августа 2018 года)[76]
10. Васиф Мамед Ага оглы Бабазаде — доктор геолого-минералогических наук (31 августа 2018 года)[77]
11. Эльбай Энвер оглы Гасымзаде — архитектор (25 декабря 2018 года)[78]

### 2019 год (5 человек)
1. Чингиз Акиф оглы Абдуллаев — писатель, секретарь по организационно-экономическим вопросам Союза писателей Азербайджана (9 апреля 2019 года)[79]
2. Гаджи Мурад Ягизаров — актёр (1 августа 2019 года)[80]
3. Диляра Багир кызы Сеидзаде[азерб.] — начальник Секретариата Президента Азербайджанской Республики (24 октября 2019 года)[81]
4. Абузар Алы оглы Халафов — учёный (25 ноября 2019 года)[82]
5. Вагиф Меджид оглы Фарзалиев — учёный-химик (18 декабря 2019 года)[83]

### 2020 год (10 человек)
1. Васиф Юсиф оглы Талыбов — Председатель Али Меджлиса Нахичеванской Автономной Республики (13 января 2020 года)[84]
2. Джаннет Алибековна Селимова — театральный режиссёр (17 января 2020 года)[85]
3. Михаил Соломонович Гусман — журналист, Первый заместитель генерального директора информационного агентства «ТАСС», Российская Федерация (23 января 2020 года)[86]
4. Алибаба Балахмед оглы Мамедов — композитор (4 февраля 2020 года)[87]
5. Фаик Зульфугар оглы Гасанов — шахматный арбитр; Вице-президент Федерации шахмат Азербайджана (13 апреля 2020 года)[88]
6. Джахангир Джалал оглы Аскеров — президент Азербайджанских авиалиний (11 июля 2020 года)[89]
7. Мансум Исрафил оглы Ибрагимов — ханенде (30 декабря 2020 года)[90]
8. Наиля Мамедали кызы Велиханлы — доктор исторических наук, профессор (30 декабря 2020 года)[91]
9. Камал Мехти оглы Абдуллаев — доктор филологических наук, профессор  (30 декабря 2020 года)[92]
10. Сиявуш Ашраф оглы Керими — композитор, тарист, ректор Азербайджанской национальной консерватории (30 декабря 2020 года)[93]

### 2021 год (10 человек)
1. Тофик Ахмед-ага оглы Бакиханов — композитор (26 января 2021 года)[94]
2. Ариф Кафар оглы Рагимзаде — депутат Милли Меджлиса Азербайджана (3 февраля 2021 года)[95]
3. Тофик Муртуза оглы Нагиев — учёный-химик, вице-президент Национальной академии наук Азербайджана (5 марта 2021 года)[96]
4. Бейляр Гасан оглы Эйюбов — начальник Службы безопасности Президента Азербайджанской Республики (10 марта 2021 года)[97]
5. Мазахир Мухаммед оглы Панахов — председатель Центральной избирательной комиссии Азербайджанской Республики (30 марта 2021 года)[98]
6. Олжас Омарович Сулейменов — писатель, Республики Казахстан (18 мая 2021 года)[99]
7. Чингиз Мухтар оглы Гусеинзаде — вице-президент Олимпийского комитета Азербайджана (20 июля 2021 года)[100]
8. Эльдар Аллахъяр оглы Гулиев — депутат Милли Меджлиса Азербайджанской Республики (26 июля 2021 года)[101]
9. Милих Ильхананович Евдаев[азерб.] — руководитель религиозной общины горских евреев (26 июля 2021 года)[102]
10. Флора Алекбер кызы Керимова — певица (31 июля 2021 года)[103]

### 2022 год (5 человек)
1. Видади Юсиф оглы Бабанлы — поэт (8 января 2022 года)[104]
2. Зарифа Теймур кызы Салахова[азерб.] — директор Музея миниатюрной книги (1 февраля 2022 года)[105]
3. Азерпаша Зафар оглы Нейматов — председатель правления Союза театральных деятелей Азербайджана; художественный руководитель, главный режиссёр и директор Азербайджанского государственного академического национального драматического театра (12 августа 2022 года)[106]
4. Наргиз Ариф кызы Пашаева — ректор Бакинского филиала Московского государственного университета имени М. В. Ломоносова (13 декабря 2022 года)[107]
5. Фархад Шамси оглы Бадалбейли — композитор, пианист (26 декабря 2022 года)[108]

### 2023 год (11 человек)
1. Али Джавад оглы Ахмедов — заместитель председателя — исполнительный секретарь партии «Новый Азербайджан» (26 января 2023 года)[109]
2. Рамиз Ягуб оглы Рзаев[азерб.] — председатель Верховного суда Азербайджана (11 февраля 2023 года)[110]
3. Малейка Мехди кызы Аббасзаде[азерб.] — председатель Совета директоров Государственного экзаменационного центра Азербайджана (21 февраля 2023 года)[111]
4. Али Шамиль оглы Гасанов — государственный и политический деятель (11 апреля 2023 года)[112]
5. Джаваншир Гуммат оглы Пашазаде — государственный и политический деятель (11 апреля 2023 года)[113]
6. Урхан Кязым оглы Алекперов — директор Академии государственного управления при Президенте Азербайджанской Республики (27 апреля 2023 года)[114]
7. Мовлуд Сулейманлы — писатель (27 июля 2023 года)[115]
8. Юлий Соломонович Гусман — кинорежиссёр, Российская Федерация (7 августа 2023 года)[116]
9. Зияфет Аббас оглы Аскеров — первый вице-спикер Милли Меджлиса Азербайджана (23 октября 2023 года)[117].
10. Чингиз Абдул Меджид оглы Фарзалиев — директор Азербайджанского национального музея искусств (18 ноября 2023 года)[118]
11. Рамиль Идрис оглы Усубов — секретарь Совета безопасности Азербайджана (25 декабря 2023 года)[119]

### 2024 год (3 человека)
1. Баба Везир оглы Масимов (Баба Везироглу) — писатель (11 января 2024 года)[120]
2. Рафаэль Баба оглы Гусейнов — литературовед (7 августа 2024 года)[121]
3. Роя Сайфеддин кызы Тагиева[азерб.] — бывший директор Азербайджанского национального музея ковра (31 декабря 2024 года)[122]

### 2025 год (5 человек)
1. Ахмед Джума оглы Ахмедзаде[азерб.] — бывший председатель Открытого акционерного общества «Мелиорация и водное хозяйство Азербайджана» (7 января 2025 года)[123]
2. Сахиба Али кызы Гафарова — Председатель Милли Меджлиса Азербайджана (19 марта 2025 года)[124]
3. Мамедбагир Джавад оглы Алиев — врач-онколог, руководитель секции фундаментальной медицины отделения физиологии Российской академии наук, Российская Федерация (8 апреля 2025 года)[125]
4. Фикрет Фаррух оглы Мамедов — Судья Конституционного суда Азербайджана (30 июня 2025 года)[126]
5. Афаг Башир кызы Сафарова — актриса театра и кино (14 августа 2025 года)[127]